# Sony Ericsson T610
De Sony Ericsson T610 werd in 2003 op de markt gebracht. Het was een van de eerste mobiele telefoons met een ingebouwde camera en een groot kleurenscherm. Rond 2003 en 2004 was dit type toestel dan ook erg populair in Nederland.
De T610 is verkrijgbaar in drie verschillende kleuren, namelijk Aluminium Haze, Abyss Blue en Volcanic Red. De laatste twee versies zijn in Europa echter zeldzaam. Het overgrote deel van de gebruikers van deze telefoon heeft de Aluminium Haze-versie.

## Enkele specificaties
- Ingebouwde digitale camera
- Polyfone beltonen
- Trilfunctie
- Triband
- Sms, EMS, mms

## Trivia
- Medewerkers van de Nederlandse Spoorwegen gebruikten van april 2004 tot april 2007 dit toestel tijdens hun werk. Hiermee kregen ze met een bluetooth-verbinding toegang tot de actuele reisinformatie en reisadviezen.